# コネスタビレの聖母

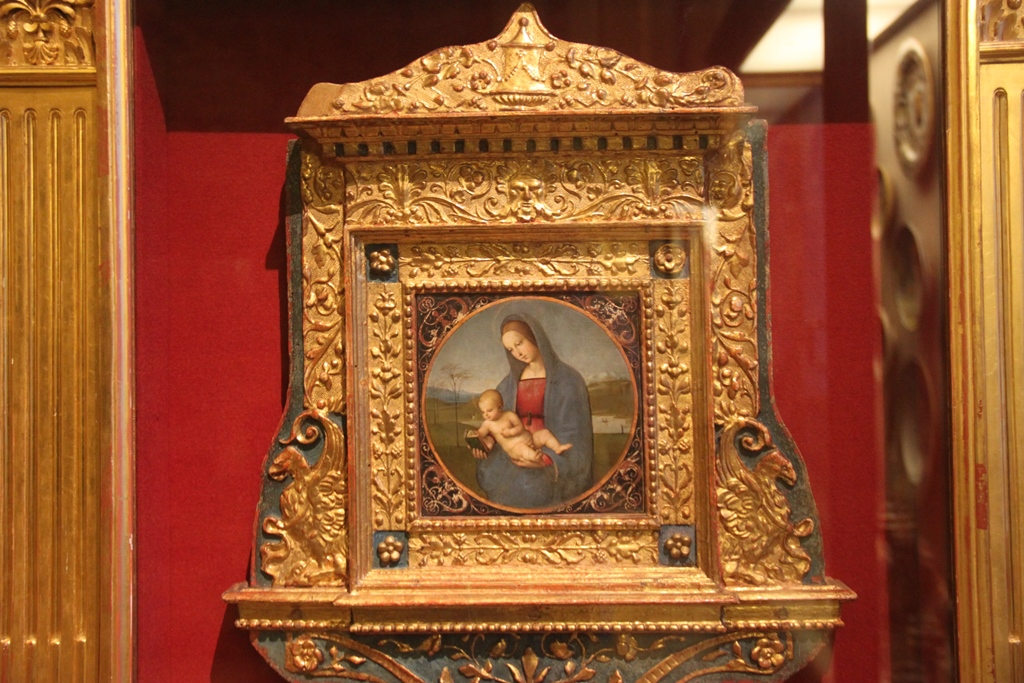
エルミタージュ美術館に展示されている『コネスタビレの聖母』。

『コネスタビレの聖母』（コンスタビレのせいぼ、露: Мадонна Конестабиле, 英: Conestabile Madonna）は、盛期ルネサンスのイタリアの巨匠ラファエロ・サンツィオが1504年頃に制作した絵画である。油彩。主題は聖母子。ウンブリア時代の初期の作品で、非常に小型のトンドとして描かれている。絵画の名は所有者の1人であるシピオーネ・コネスタビレ・デッラ・スタッファ伯爵（Count Scipione Conestabile della Staffa）に由来する。400年近くものあいだ絵画はイタリアにあったが、1871年にロシア皇帝アレクサンドル2世に購入された。現在はサンクトペテルブルクのエルミタージュ美術館に所蔵されている。

## 作品
ラファエロは我が子である幼児キリストを膝の上に抱えながら、本を持っている聖母マリアを描いている。聖母は典型的な赤いドレスで描かれ、彼女を象徴する青いヴェールに身を包み、穏やかな視線をキリストに向けている。キリストは聖母の右腕に寄り掛かりながら開かれた本のページをめくろうとしている。背景はウンブリア特有のなだらかな丘陵が広がり、遠くに見える雪をかぶった山々と細くまばらに生える木は冬の季節を示している。人物と風景の間の調和と統一は、我が子の運命について記されているであろう本を読む聖母の甘やかであると同時にメランコリックな視線によって与えられている。
未だラファエロの様式が形成されていない時期に制作されたにもかかわらず、その構図と直線的なリズムは美しく、完璧な図像に着彩された色彩は調和している。絵画は円形のトンドの形態をとり、正方形の四角のスパンドレルはラファエロのデザインによるグロテスク風の装飾が施されている。現在ももともとの額縁に納められている。
絵画が美術館にもたらされたとき、板絵はすでにひどいひび割れが入っており、すぐに支持体が板からキャンバスに移し替えられた。この移し替えによって元の下絵では本ではなく林檎またはザクロを持っていたことが明らかにされた。

## 来歴
絵画は画家ドメニコ・アルファニの叔父アルファノ・ディ・ディアマンテ（Alfano di Diamante）のために描かれたと言われている。絵画は4世紀近くの間ペルージャに留まったのち、シピオーネ・コネスタビレ・デッラ・スタッファ伯爵の手に渡った。後に伯爵は財政難に陥り、1869年、グリゴリー・セルゲーエヴィチ・ストロガノフ（Grigory Sergeyevich Stroganov）を介して、エルミタージュ美術館にコレクションの売却を打診した。皇后マリア・アレクサンドロヴナは伯爵の『聖母子』を欲し、交渉役として美術館の初代館長ステパン・ゲデオーノフがフィレンツェに派遣された。当初、ゲデオーノフは低い購入額を提示する権限しか持たなかったため、伯爵は売却を拒否し、最終的に1870年にアレクサンドル2世に31万フランで売却された。ラファエロの傑作を失ったことにイタリア国民は憤慨したが、当時の政府には作品を購入して国外に流出することを防ぐ余裕がなかった。皇帝は絵画を皇后に贈り、マリア・アレクサンドロヴナの死の翌年の1881年にエルミタージュ美術館に遺贈された。

## ギャラリー

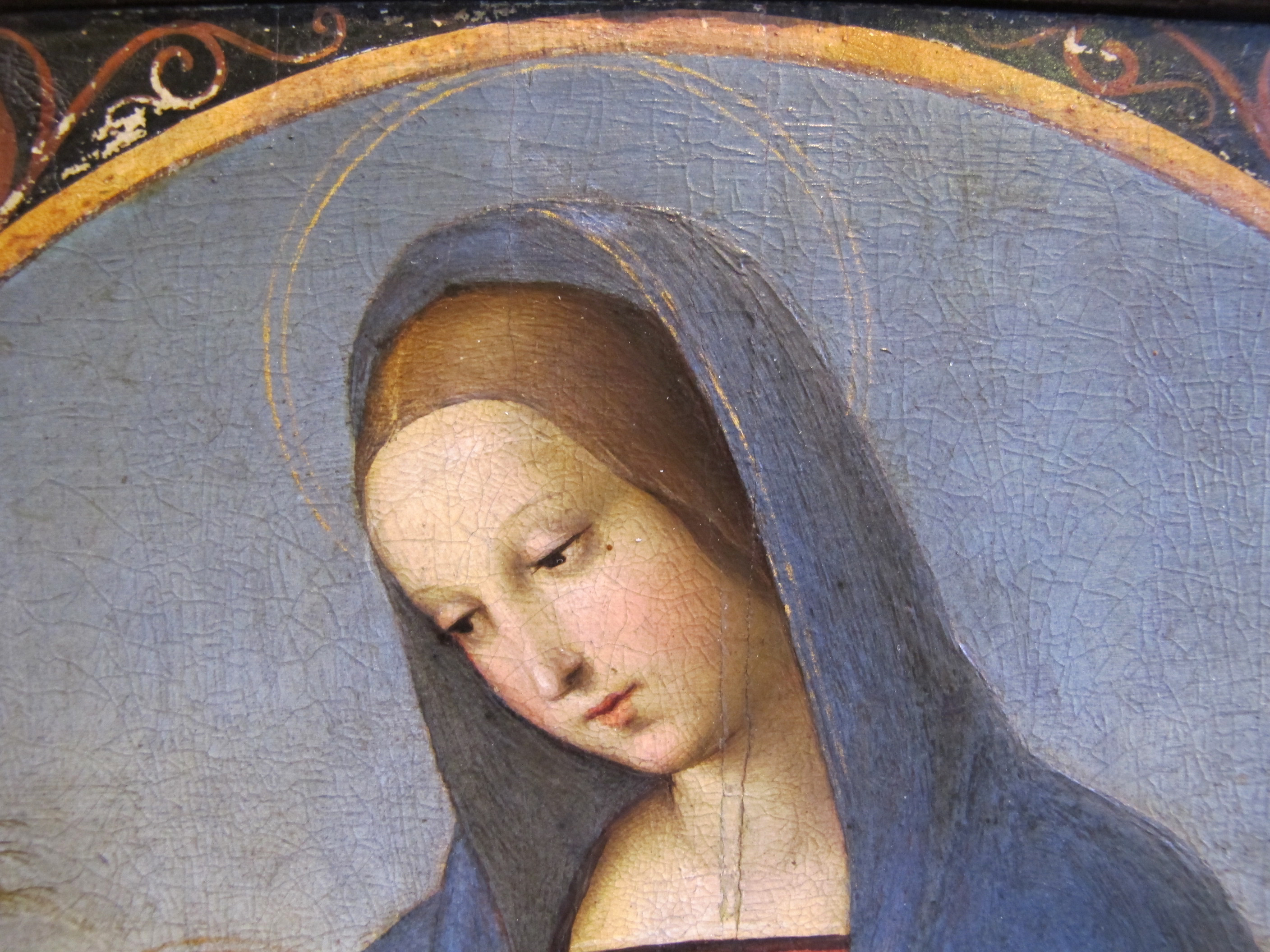
聖母マリアの顔
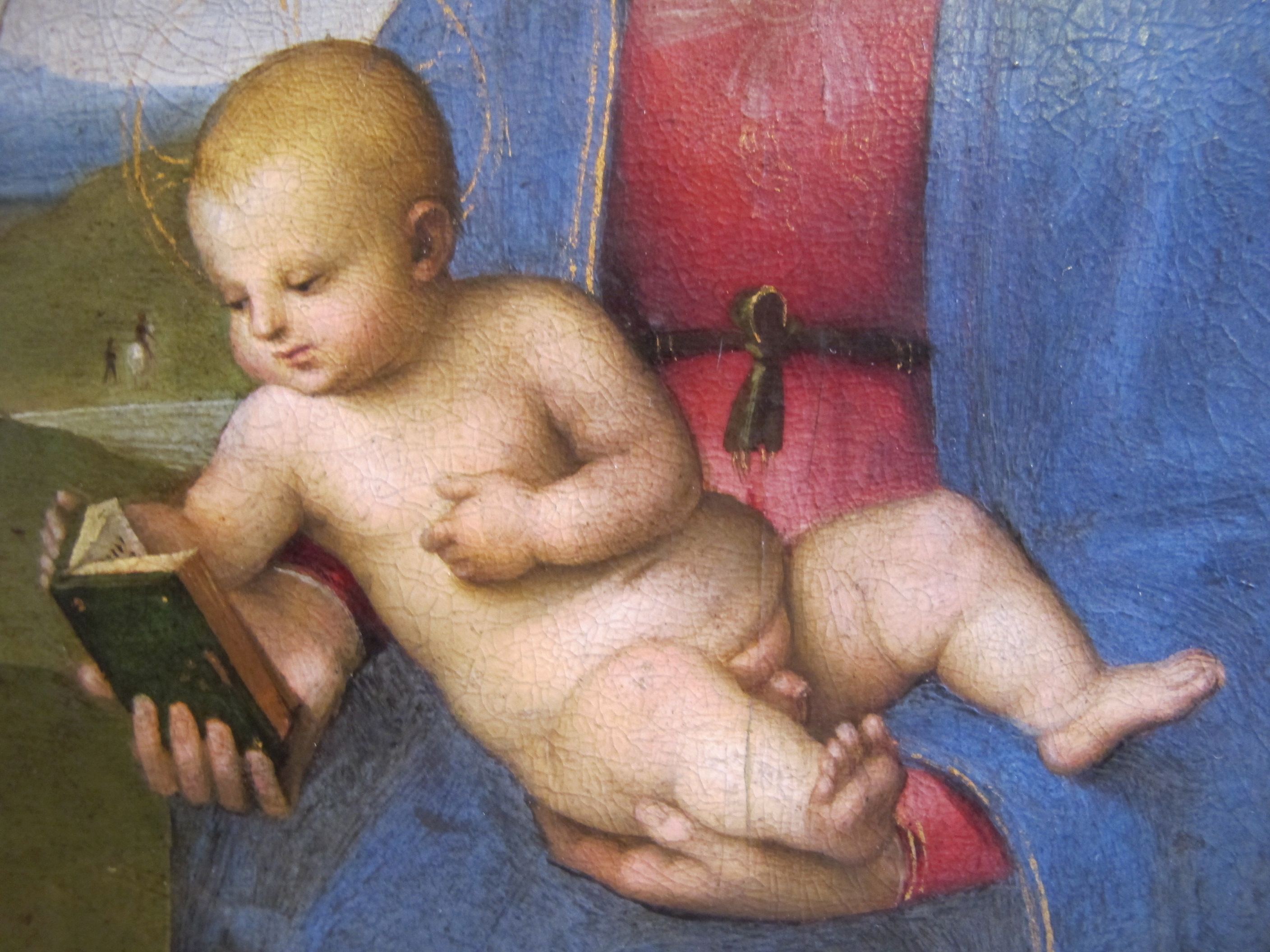
聖母に抱かれる幼児キリスト
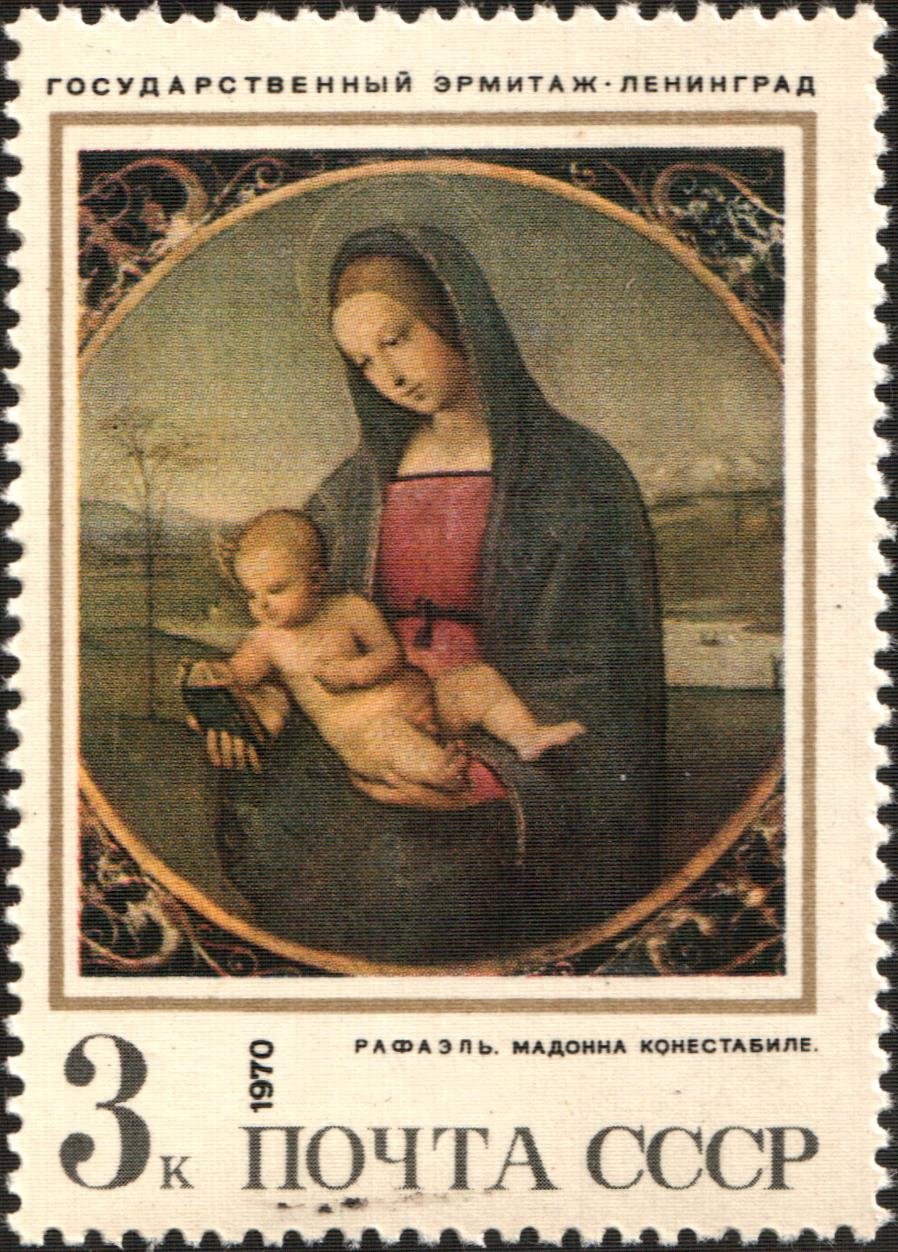
旧ソ連時代に発行されたロシアの切手